# Atacul armat de la Școala Gimnazială Vladislav Ribnikar
În data de 3 mai 2023, un individ a deschis focul asupra elevilor și personalului școlii gimnaziale Vladislav Ribnikar din sectorul Vračar al Belgradului, Serbia, ucigând zece persoane (nouă elevi și un paznic al școlii) și rănind șapte (șase elevi și un profesor). La scurt timp după aceea, poliția l-a arestat pe presupusul vinovat. El a fost identificat ca fiind un elev de 13 ani; deoarece are sub 14 ani, el nu poate fi tras la răspundere penală conform legii sârbe. Băiatul folosise două arme de mână deținute legal de tatăl său.

## Contextul

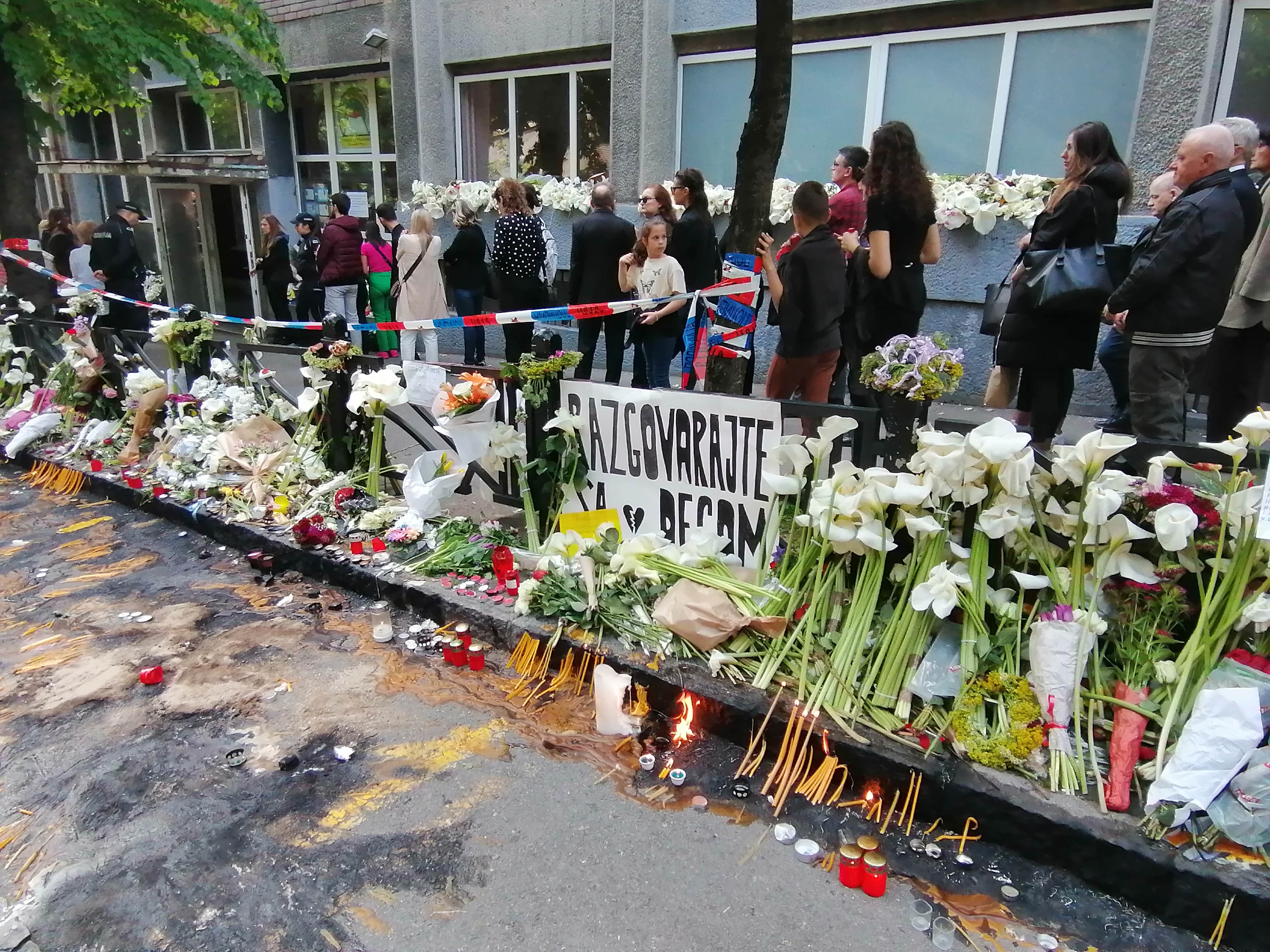

Serbia are legi stricte privind deținerea armelor de foc, dar are una dintre cele mai mari rate de deținere a armelor pe cap de locuitor din lume. În 2021, cu aproximativ 39 de arme de foc la 100 de locuitori, Serbia era a treia țară la nivel global în această statistică, după Statele Unite și Yemen. Împreună cu o cultură a deținerii armelor și multe gospodării care păstrează trofee de război, armele ilegale s-au răspândit în unele dintre țările regiunii după războaiele iugoslave din anii 1990.
Atacurile armate sunt rare în Serbia, ca și în regiunea Balcanică în întregul său. Au existat trei atacuri armate anterioare în secolul 21: Masacrul de la Iabucovăț din 2007, în care nouă persoane au fost ucise și cinci au fost rănite, atacul armat din 2013 din Velika Ivanča, în care au fost ucise 14 persoane și atacul din Žitište din 2016, în care cinci persoane au fost ucise și 22 au fost răniți. În 2019, a avut loc o tentativă într-o școală din Velika Plana, dar făptașul a fost oprit după ce a tras două gloanțe în tavan. Niciuna dintre acele atacuri sau tentative de atac nu a implicat un copil ca autor.

## Atacul

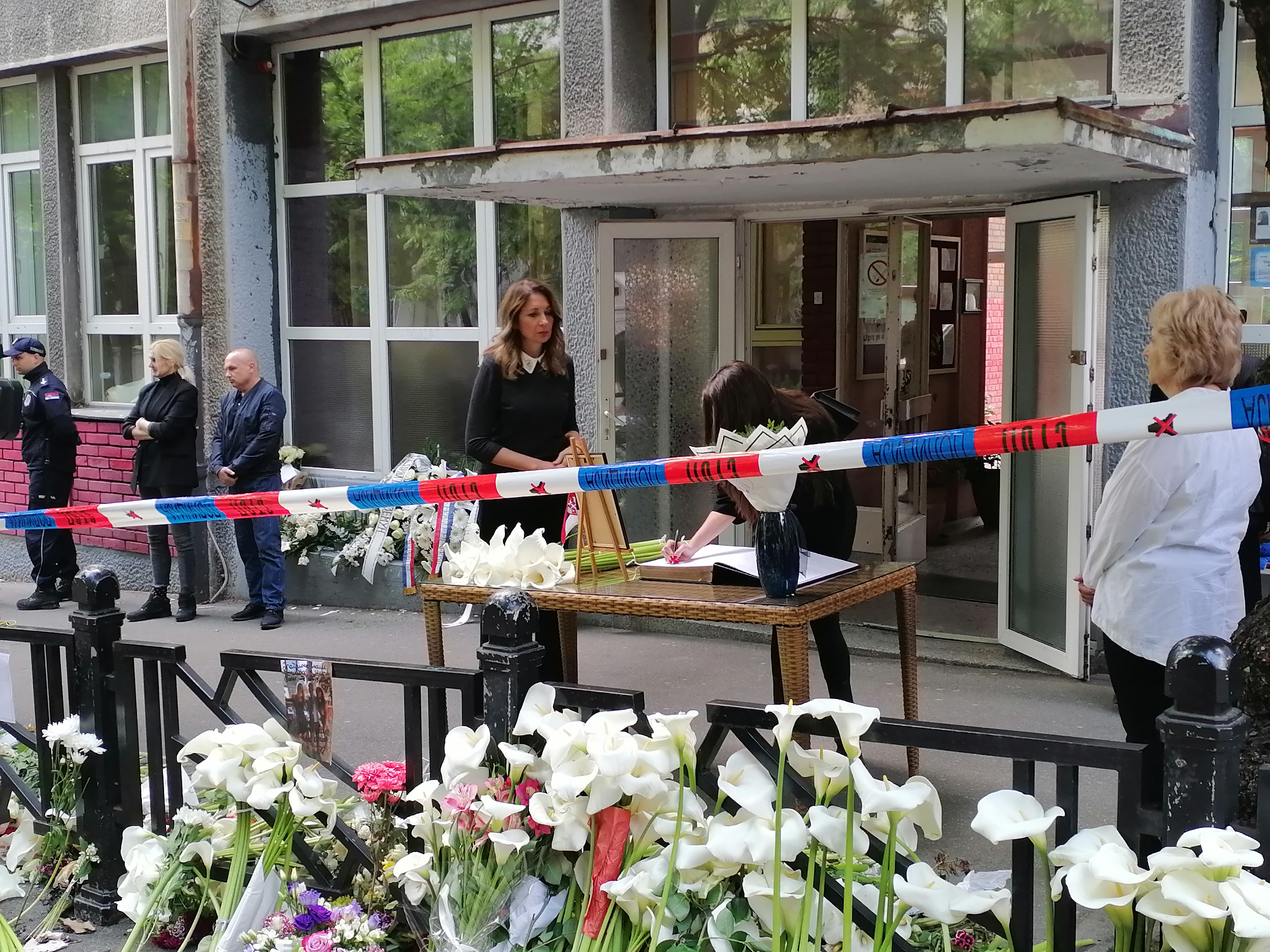

Atacul a început în jurul orei 8:30 CEST în data de 3 mai 2023. Potrivit Ministerului Afacerilor Interne, după ce a intrat în Școala Gimnazială Vladislav Ribnikar, presupusul atacator, un elev în vârstă de 13 ani, a scos imediat un pistol din geantă și a împușcat paznicul și apoi monitoarele de sală pe care le-a văzut pe hol, reîncărcându-și pistolul în timp ce se îndrepta spre ora de istorie. La intrarea în clasa unde se ținea ora de istorie, individul a împușcat, mai întâi, profesorul și apoi a tras la întâmplare în elevii aflați în sala de clasă. Atacatorul a fugit pe hol și a ieșit în curte, apoi a contactat poliția la ora 8:42, conform informațiilor ministerului dezvăluite într-o conferință de presă. Elevul era în posesia unui CZ 75 Shadow 2. Strada Njegoševa a fost închisă după atac.

## Victimele

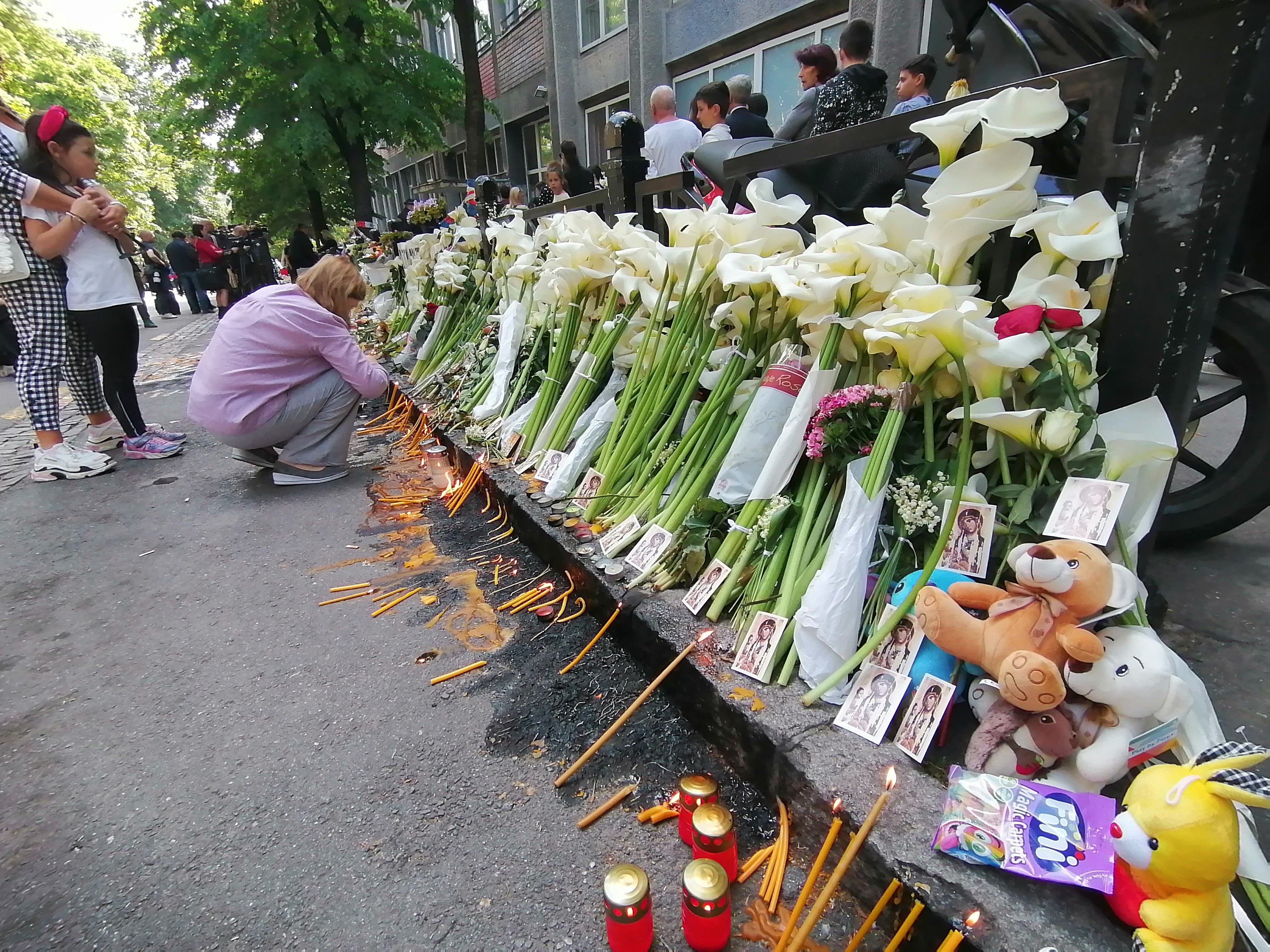

În urma atacului au murit opt elevi – șapte fete și un băiat – și un paznic. Unul dintre elevii decedați era cetățean francez, potrivit ministerului afacerilor externe din Franța.
În plus, șase elevi și un profesor au fost răniți. Dintre răniți, doi băieți și o fată au fost transportați la Spitalul Universitar al Copiilor. Băieții au suferit răni prin focul de armă la extremitățile inferioare ale corpului, în timp ce fata a suferit o rană gravă la cap și a fost supusă unei intervenții chirurgicale. Mai târziu, băieții și profesorul au fost raportați a fi într-o stare stabilă.

## Presupusul atacator

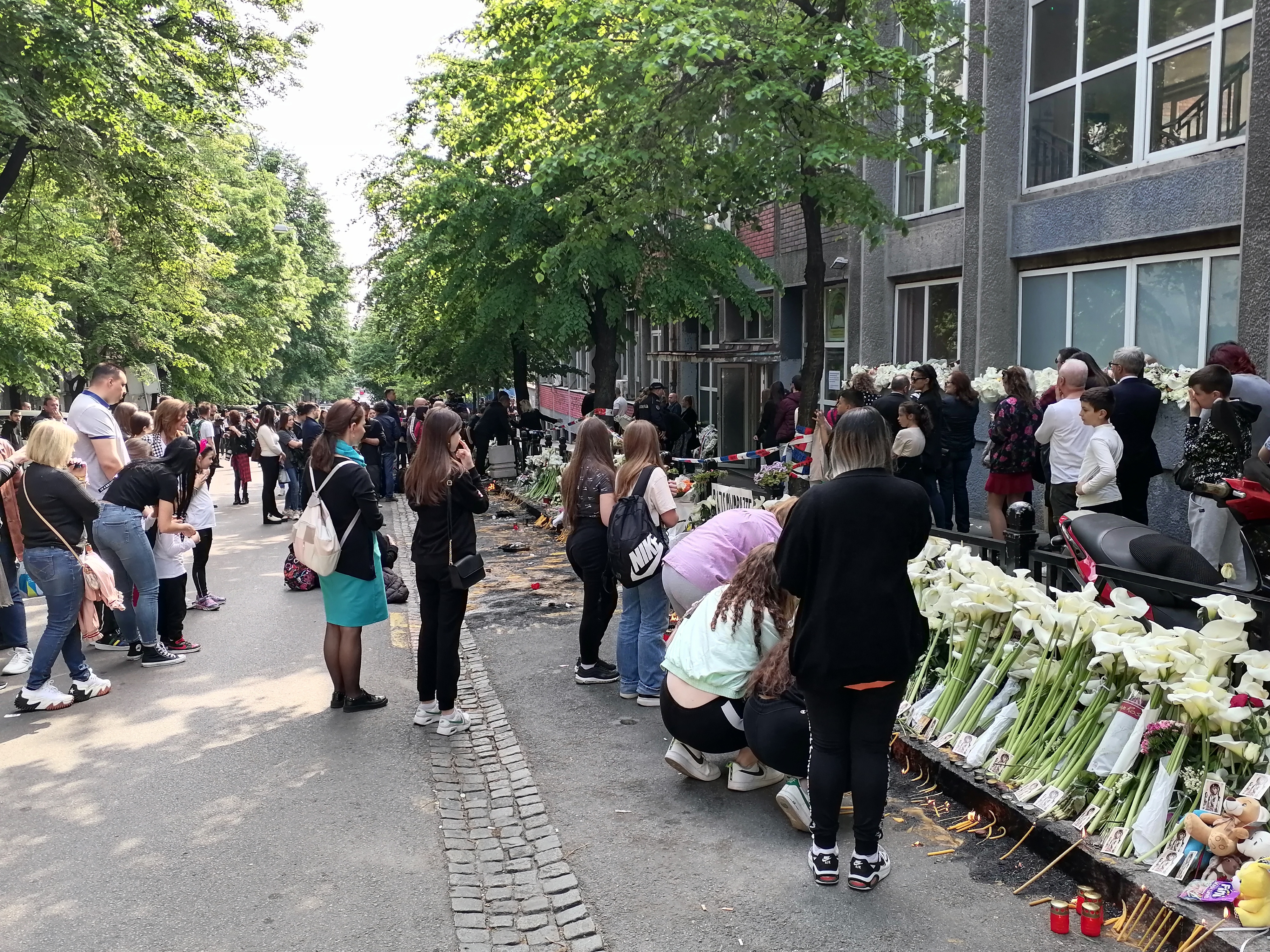

Atacatorul a fost arestat de poliție și a fost identificat de Parchetul Superior din Belgrad ca fiind un elev de 13 ani. La această vârstă, nu poate face față acuzațiilor penale sau contravenționale din cauza Legii cu privire la delincvenții minori și a protecției penale a minorilor care stabilește vârsta minimă de răspundere penală la 14 ani; cazul a fost trimis la Centrul de Asistență Socială. Se presupune că atacatorul a folosit două pistoale care îi aparțineau tatălui său legal. Potrivit Ministerului Afacerilor Interne, el a planificat atacul timp de o lună, inclusiv în ce săli de clasă să intre mai întâi și a creat o listă cu colegii pe care să-i împuște primii. Ministerul a mai raportat că presupusul atacator s-a antrenat la un poligon cu tatăl său. Autoritățile fac cercetări în privința motivului. Principalul suspect a fost descris ca un elev tăcut și conștiincios, care s-a alăturat de curând clasei. Fenomenul de „bullying” și notele mici au fost numite ca motive potențiale. După ce a fost administrat un test antidrog de către Academia de Medicină Militară, suspectul – potrivit avocatului tatălui, Irina Borović, – nu se afla sub influența unor substanțe psihoactive.
Ambii părinți au fost arestați la scurt timp după atac; tatăl a fost reținut până la 48 de ore. Parchetul Superior din Belgrad a anunțat că audierea tatălui său va avea loc pe 5 mai. Potrivit legii, suspectul principal nu a putut fi trimis într-o închisoare pentru minori din cauza faptului că nu are vârsta minimă de 14 ani și a putut fi transferat doar la o altă școală. Președintele Serbiei, Aleksandar Vučić, a spus că suspectul a fost plasat în Clinica de Neuropsihiatrie.

## Urmările

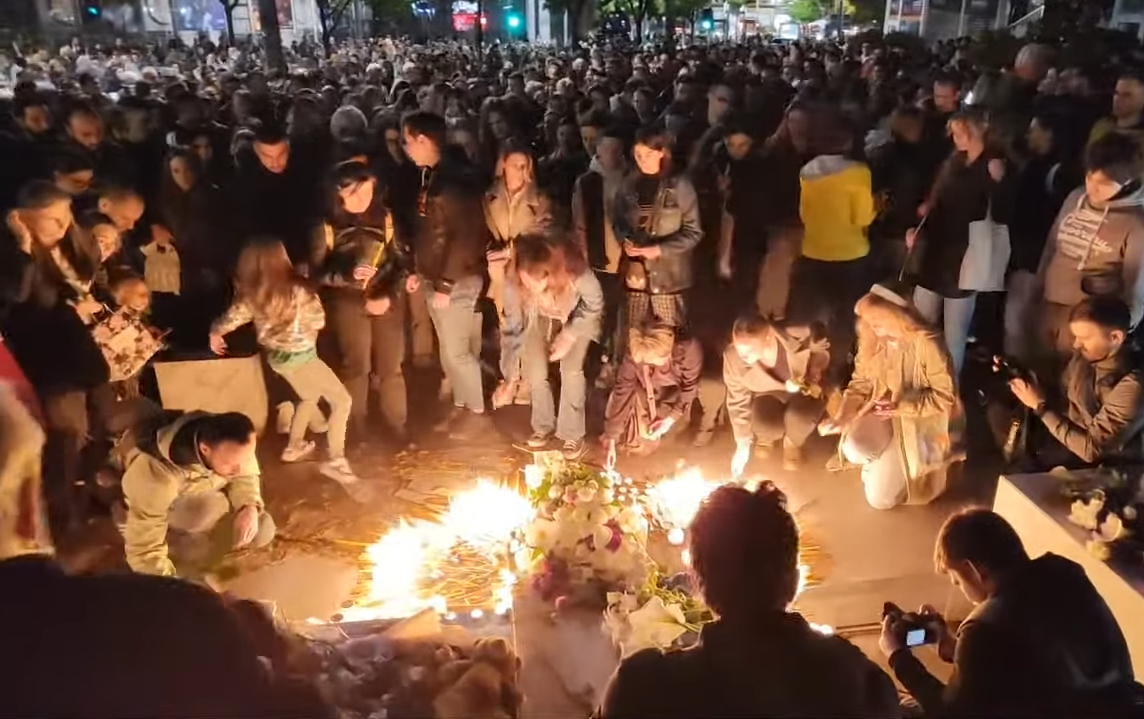
În urma atacului, localnicii s-au adunat în fața școlii gimnaziale

La o conferință de presă, ministrul Educației Branko Ružić a anunțat trei zile naționale de doliu începând cu 5 mai și suspendarea cursurilor pentru restul zilei, în timp ce ministrul Sănătății Danica Grujičić a anunțat că Institutul de Sănătate Mintală va activa două linii telefonice de consiliere și creșterea accesului la consiliere personală, pentru cei care simt nevoia de sprijin psihologic. Teatrul Național din Belgrad a anunțat că va suspenda toate activitățile până pe 7 mai.
În urma atacului, la Institutul de Transfuzii a fost organizată o donație de sânge pentru elevii răniți. Sute de sârbi, printre care și părinții elevilor școlii gimnaziale, s-au adunat în fața și în jurul școlii gimnaziale după atac. Ulterior, au protestat în fața sediilor Ministerului Sănătății și Ministerului Educației, cerând demisia lui Ružić. Protestele au continuat și în a doua zi. În Piața Libertății s-au adunat și locuitorii din Novi Sad în ziua atacului.

## Reacțiile
Vučić s-a adresat publicului despre atac mai târziu în cursul zilei, spunând că va propune guvernului noi măsuri privind armele, inclusiv reducerea vârstei minime de răspundere penală de la 12 la 14 ani Guvernul a adoptat măsurile a doua zi. Biroul UNICEF din Serbia a spus că școala „nu este un loc pentru violență de nici un fel”, în timp ce patriarhul sârb Porfirije a descris-o drept o „catastrofă”.
La conferința de presă, Ružić a spus că „influența canceroasă și periculoasă a jocurilor video pe internet, așa-numitele valori occidentale, este evidentă în astfel de atacuri”. Partidele de opoziție au cerut demisia acestuia în urma declarației, inclusiv Inițiativa Tineretului pentru Drepturile Omului și Sindicatul Independent al Educatorilor din Serbia, care, a anunțat că va suspenda activitatea în toate școlile începând cu 4 mai. Sindicatul Învățătorilor din Serbia a anunțat că va organiza o grevă generală, începând cu 5 mai și a cerut guvernului să „creeze condiții pentru o viață normală și sigură a copiilor și angajaților din sistemul educațional”. Fostul ministru al Educației Srđan Verbić și-a exprimat opoziția față de demiterea lui Ružić, dar a spus că „ar fi bine pentru întreaga situație dacă și-ar oferi demisia ca act personal”, în timp ce Mladen Šarčević a spus că atacul „a avut loc în principal din cauza neatenției părinților”.
Partidul sârb „Zavetnici” (Partidul Sârb al Păstrătorilor Jurământului) a cerut convocarea unei sesiuni în regim urgență a Comitetului pentru Educație în cadrul Adunării Naționale a Serbiei, în timp ce Mișcarea pentru Restaurarea Regatului Serbiei a cerut interzicerea „tuturor reality show-urilor care glorifică violența”. Primarul Belgradului, Aleksandar Šapić, și-a exprimat condoleanțele, adăugând că administrația orașului va „oferi orice fel de ajutor familiilor care au nevoie”.